# Franziska Volkmann
Franziska Volkmann (* 4. April 1994 in Mölln) ist eine deutsche Badmintonspielerin. 

## Karriere
Franziska Volkmann nahm 2011 und 2012 an den Badminton-Juniorenweltmeisterschaften teil. Bei den Belgian Juniors 2012 wurde sie Dritte im Damendoppel und im Mixed. Ein Jahr später war sie beim Dutch Juniors erfolgreich. Weitere Starts folgten bei den Dutch Open 2013, den Bitburger Open 2013, den Scottish Open 2013 und den German Open 2014. Bei den Romanian International 2014 wurde sie Zweite.
Bei der Deutschen Badmintonmeisterschaft 2023 gewann sie mit Leona Michalski im Damendoppel und mit Patrick Scheiel die Mixedkonkurrenz. Bei der folgenden Meisterschaft 2024 errang das Mixed Bronze. Bei der Deutschen Badmintonmeisterschaft 2025 gewann sie mit Jan Colin Völker erneut die Mixedkonkurrenz.
Volkmann spielte in ihrer Jugend für den TSV Schwarzenbeck, den SV Müssen, den Möllner SV und den Horner TV. Mit den Hamburgern stieg sie 2012 in die 2. Badminton-Bundesliga auf. Ab 2013 spielte sie für den SV Fun-Ball Dortelweil, für den sie auch in der 1. Badminton-Bundesliga debütierte. Im Jahr 2018 wechselte sie zum 1. BC Bischmisheim, mit dem sie 2019 und 2021 die deutsche Mannschaftsmeisterschaft gewann. Seit 2022 spielt sie für Blau-Weiss Wittorf Neumünster.

## Privates
Im Sommer 2024 heiratete Volkmann ihren langjährigen Mixedpartner Patrick Scheiel.

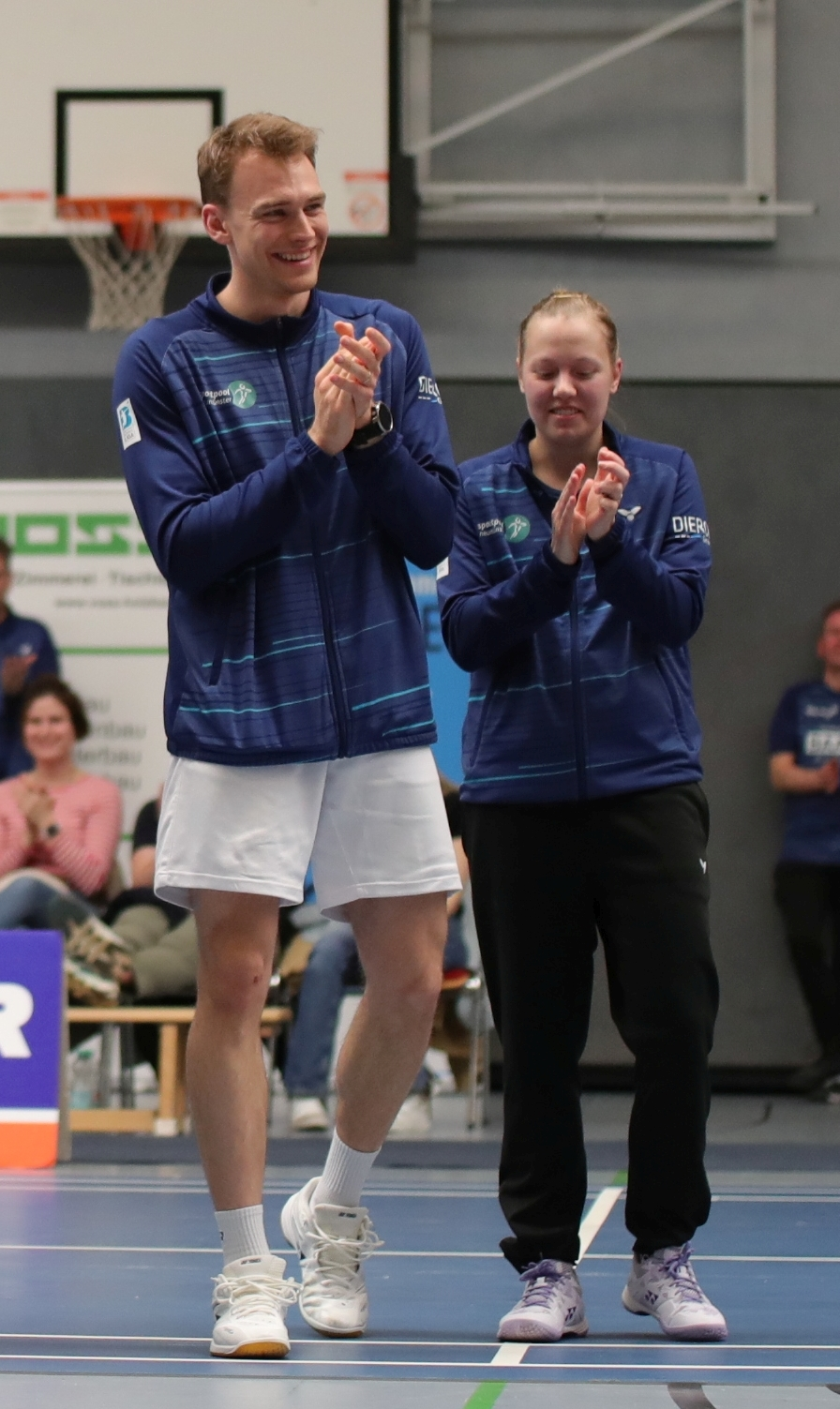
Patrick und Franziska Volkmann (2025)